# Завиша Јанковић
Завиша (Митровић) Јанковић (Жегар, Обровац, прва половина 17. вијека - Обровац, крајем 17. вијека) је био ускок, обровачки капетан и сердар.
Био је син Јанка Митровића, а брат Илије и Стојана Јанковића. Од младости је у војсној служби млетачке власти, која је тада управљала дијелом Далмације на који се доселила породица Јанка Митровића. 
За време српских устанака и побуна ускока и народа које је водио његов брат Илија, био је два пута интерниран у Млетке као талац. Но, желећи његово поверење, и поверење читаве српске породице Јанковића, Млеци њега и брата му Стојана, пуштају из затвора, па чак и именују у чин обровачког капетана. После погибије брата Стојана (1687), наследио га је на месту сердара у Стојановој јединици Милаковића, те је даље командовао братовом јединицом. Име му се спомиње и као Савиша.

## Извори
1. ↑  Radojčić, Jovan S. (2009), Srbi zapadno od Dunava i Drine: biografije. 2: I - O, Prometej, ISBN 978-86-515-0316-3
2. ↑  Р. Агатоновић, П. М. Спасић (1856). Српски устанци против Турака, део II. Београд.